# Telecle di Samo
Tèlecle di Samo (Τηλεκλῆς; Samo, VI secolo a.C. – ...) è stato uno scultore greco antico.
Le fonti letterarie ne hanno tramandato la parentela con Teodoro di Samo, Erodoto in particolare lo dichiara padre di Teodoro e samio di origine. Fonti più recenti, e per questo probabilmente meno affidabili, come Diodoro Siculo, lo dicono fratello di Teodoro e come quest'ultimo figlio di Rhoikos. Diodoro (I, 98) è anche la fonte che tramanda l'aneddoto riguardante la collaborazione con Teodoro per la creazione dell'Apollo Pizio per Samo, unica opera di Telecle di cui ci sia giunta notizia. Secondo la tradizione Telecle avrebbe fatto metà dell'opera a Samo mentre Teodoro avrebbe fatto l'altra metà a Efeso, seguendo una tecnica che si dice essere stata in uso presso gli egiziani e che era probabilmente solo un metodo di apprendimento seguito dagli allievi nei laboratori.